# Murchison Widefield Array
Le Murchison Widefield Array, aussi connu sous l'acronyme MWA, est un radiotélescope basses fréquences géant, situé à Meekatharra en Australie-Occidentale qui a été officiellement mis en service le 9 juillet 2013, dont le but est d'approfondir l'étude de l'univers depuis sa naissance.
Il est le premier bloc d'un projet plus vaste, le super-radiotélescope appelé le Square Kilometre Array (SKA), qui sera composé de 3 000 antennes. Ce projet a été construit pour un coût de 51 millions de dollars australiens (soit environ 36 millions d'euros).
Le MWA génère d'immenses quantités de données, récupérées sur les premières formations de galaxies.

## Mission

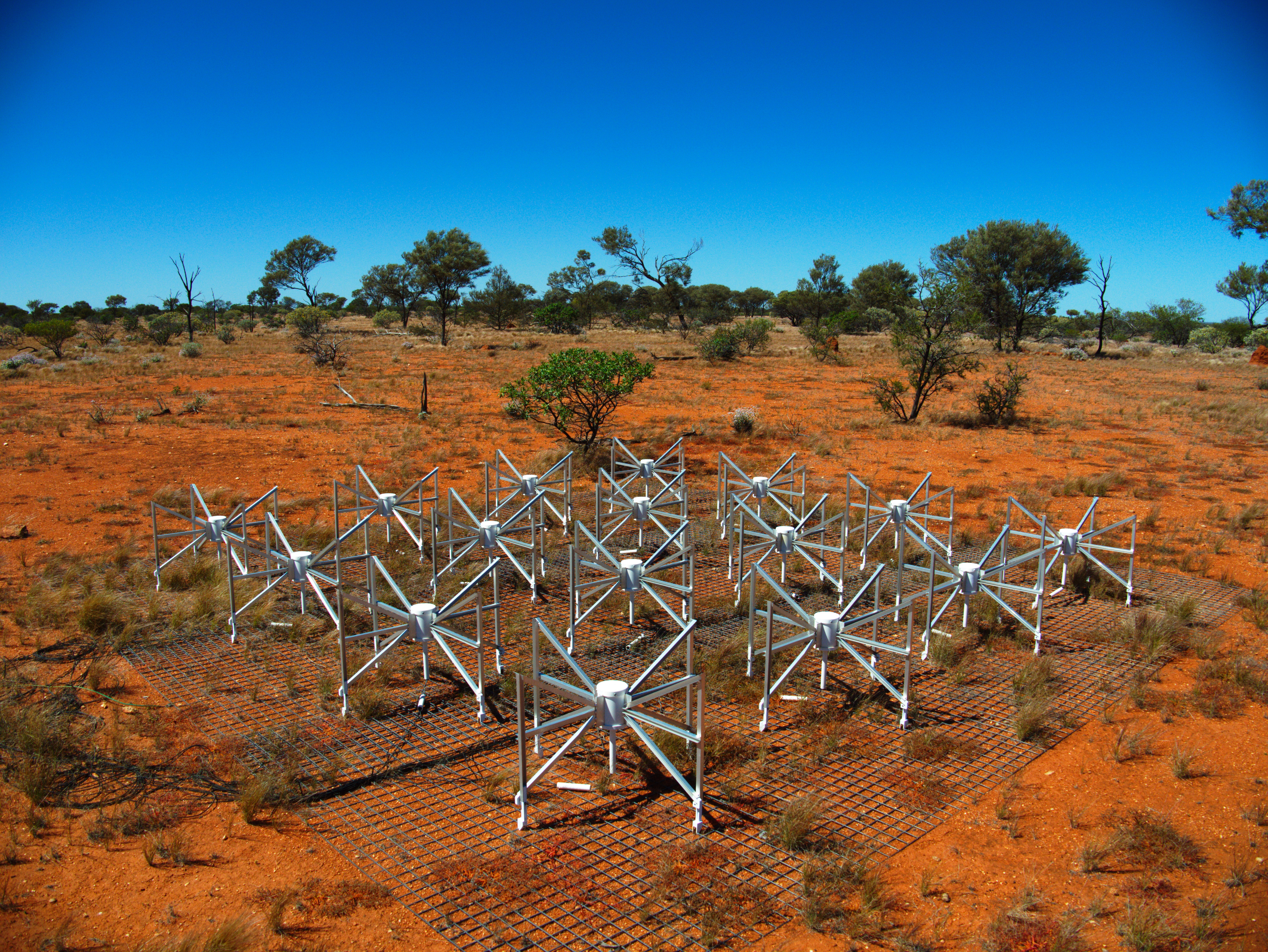
Une des très nombreuses dalles formant le MWA

Le MWA est l'un des trois télescopes désignés comme précurseur pour le Square Kilometre Array, le plus grand et le plus sensible radiotélescope du monde.
Les observations du MWA permettront d'aborder des questions sur l'Univers, y compris comment les premières étoiles et galaxies se sont formées après le Big Bang, comment l'énergie sombre accélère l'expansion de l'Univers, le rôle du magnétisme dans le cosmos, la nature de la gravité et de la recherche de la vie au-delà de la Terre.

## Construction
En 2010, 4,6 millions de dollars australiens sont accordés pour le MWA. Cette somme doit permettre la construction et le démarrage de l'exploitation du radiotélescope à l'Observatoire de radioastronomie de Murchison  (Murchison Radio-astronomy Observatory - MRO), la mise en place de l'infrastructure sur le site, la préparation en besoins électriques et les besoins pour la mise en place des réseaux pour l'ensemble du projet.
L'achèvement du MWA est réalisé après huit ans de travail, le 30 novembre 2012, par un consortium international de 13 institutions de quatre pays (Australie, Inde, Nouvelle-Zélande et États-Unis), dirigés par l'université de Curtin australienne.
Après une phase de préparations et de tests, le MWA est mis sous tension dès le 9 juillet 2013 et commence officiellement ses observations de l'Univers. Plus de 350 astronomes et ingénieurs ont collaboré pour rendre le projet une réalité.
Il est composé de 512 dalles, soit plus de 8 000 antennes individuelles.

## Fonctionnement
Le MWA opère dans la gamme de fréquences 80–300 MHz,.
Lors du fonctionnement à pleine capacité du radiotélescope, à l'origine il produit l'équivalent d'un film de deux heures en HD toutes les 10 secondes (environ 4 Go toutes les 10 secondes) mais ses capacités peuvent être accrues, et bien qu'impratique pour des raisons de stockage, il peut traiter 8 Go par seconde. Ces données filtrées et extraites - en temps réel - sont le résultat du challenge auquel les équipes scientifiques ont dû faire face car le flux de données brutes est de 72 térabits par seconde, soit 120 millions de disques Blu-ray par jour.

## Partenaires du projet
Le projet MWA est composé des partenaires suivants, dans aucun ordre particulier :
| - Haystack Observatory - MIT Kavli Institute for Astrophysics and Space Research - Harvard-Smithsonian Center for Astrophysics - Université de Washington - Université d'État de l'Arizona | - Université de Melbourne - Université Curtin - Australian National University - Australia Telescope National Facility - University of Tasmania | - Université d'Australie-Occidentale - Université de Sydney - Swinburne University - Raman Research Institute - Université Victoria de Wellington |

Le financement du MWA (au 9 juillet 2013, date de sa mise en service) a été fourni par les institutions partenaires et par des dotations provenant d'organismes de financement nationaux  : National Science Foundation des États-Unis, l'Australian Research Council (ARC), National Collaborative Research Infrastructure Strategy (NCRIS), Australia-India Strategic Research Fund Overview (AISRF) et le support de Raman Research Institute (RRI) pour MWA en Inde.